# William B. Ide
William Brown Ide (28 de marzo de 1796-19 o 20 de diciembre de 1852) era un pionero, soldado y comandante de la efímera República de California.
Ide nació el 28 de marzo de 1796 en Rutland, en el Condado de Worcester, en el Estado de Massachusetts; y era hijo de Lemuel Ide, un parlamentario de la Asamblea General de Vermont (la Asamblea Legislativa estatal del estado de Vermont).
Carpintero de oficio, Ide se casó en 1820 con Susan Grout Haskell; al principio él y su esposa siguieron viviendo en Massachusetts, pero pronto comenzaron a moverse al oeste, primero a 
Kentucky, y luego de su conversión al mormonismo, a Ohio. Finalmente ellos se establecieron en Springfield, en Illinois; donde trabajaron la tierra como agricultores, y donde además William Ide tuvo un ingreso suplementario enseñando en una escuela local.
En 1845 Ide vendió su granja y se unió en Independence, Misuri, a una caravana de carros de pioneros que se dirigían a Oregón. Pero siguiendo el consejo de un conocido montañés explorador llamado Caleb Greenwood, Ide y un grupo de colonos se separan del resto de la caravana y se dirigen a la Alta California, en ese entonces una provincia de México, pero donde vivía una importante población de colonos estadounidenses. Ellos arribaron a Sutter's Fort (ubicado cerca de la actual Sacramento) el 25 de octubre de 1845. Luego Ide se marchó más al norte a trabajar para Peter Lassen (un hacendado y minero) en su rancho (hacienda) llamado Rancho Bosquejo (Vina, condado de Tehama).
En 1846 corrió la noticia de que el Gobierno mexicano amenazaba con expulsar de California a todos los colonos que no eran ciudadanos mexicanos, lo que impulsó a treinta colonos estadounidenses a lanzar una rebelión armada contra las autoridades mexicanas.
El 14 de junio de 1846 los rebeldes tomaron sin combatir la ciudad californiana de Sonoma e hicieron prisionero al comandante militar mexicano del Norte de California, el general Mariano Guadalupe Vallejo (que de hecho apoyaba la anexión de California por los Estados Unidos). Ide era uno de los cabecillas de la revuelta, y el 15 de junio leyó una proclama que él había escrito la noche anterior. Antes del mediodía del 17 de junio los rebeldes izaron en Sonoma una nueva bandera de California ideada por ellos (la Bandera del Oso) para reemplazar a la mexicana y proclamaron la independencia de California de México como la nueva y soberana República de California; Ide fue elegido Comandante de la República de California, cargo que venía a ser el Jefe de Estado y Jefe de Gobierno de la pretendida República.
Los rebeldes en realidad tenían la intención de anexar California a los Estados Unidos, tal y como había pasado antes en el caso de Texas; y habían actuado alentados y asesorados por un mayor del Ejército de los Estados Unidos llamado John C. Frémont que se encontraba en California desde diciembre del año anterior con una pequeña tropa. Frémont llegó pronto a Sonoma y unió su tropa a las fuerzas formadas por los rebeldes para formar una unidad llamada "Batallón California"; el 9 de julio llegó la noticia de que el comodoro de la Armada de los Estados Unidos John D. Sloat había desembarcado en las costas de California proclamando la anexión del territorio a los Estados Unidos. Frémont y los rebeldes encabezados por Ide estuvieron de acuerdo en disolver de inmediato la República de California, e izaron ese mismo día la bandera de Estados Unidos como señal de su lealtad; eso puso punto final a la República que apenas había durado 25 días y con ello al gobierno de Ide.
Ide pasó entonces a servir como oficial en el Batallón California bajo el mando de Frémont, y participó en la campaña de conquista de California en el marco de la Intervención estadounidense en México.
Luego del final de la guerra, Ide regresó a su casa cerca de Red Bluff, en el Condado de Tehama; donde retomó su sociedad de negocios con Josiah Belden en su Rancho Barranca Colorado. En 1849 Ide le compró su parte del negocio a Belden y se dedicó con éxito a la minería.
William Ide murió de viruela en diciembre de 1852, posiblemente la noche del 19 al 20 de ese mes, a los 56 años de edad.